# Linha C do RER
A Linha C do RER, ou simplesmente chamada RER C, é linha do RER, Rede Expressa Regional, que atravessa a Região Parisiense, com muitos ramais. Ele conecta a oeste Pontoise, Versailles-Rive-Gauche e Saint-Quentin-en-Yvelines, por um lado, e ao sul Massy - Palaiseau, Dourdan e Saint-Martin-d'Étampes, e por Versalhes por um traçado quase circular, passando pelo centro de Paris. Ela é operada pela SNCF.
Inaugurada em 1979, a Linha C se estendeu gradativamente até 2000. A linha da Rede se tornou oficialmente RER desde 1980. Anteriormente, ela foi chamada Transversale Rive Gauche.

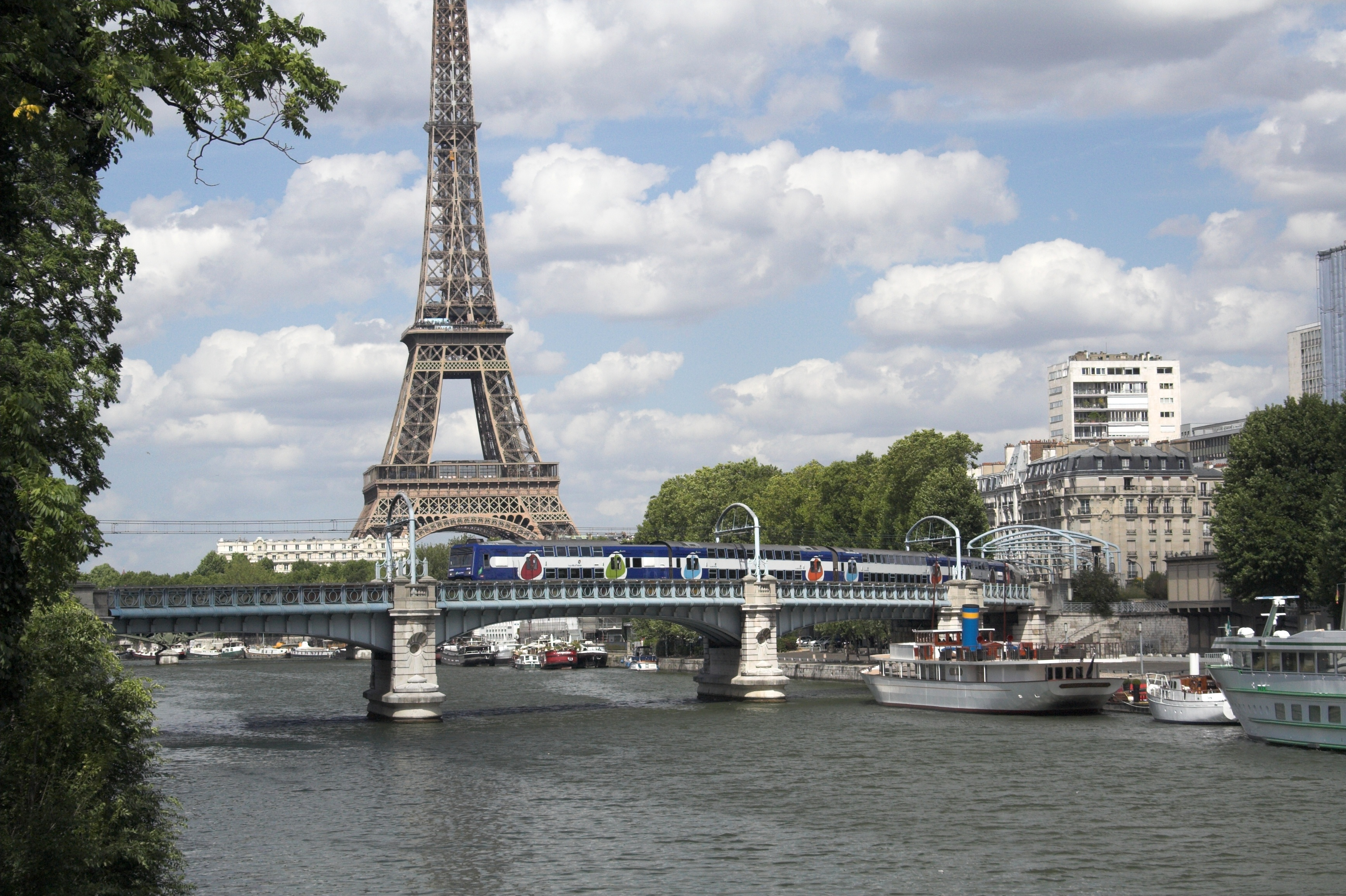
Um trem Z 20900 com a pintura Transilien na Ponte Rouelle em Paris.

## História
A Linha C surgiu a partir da ideia de se conectar a Gare d'Orsay (atual Gare du Musée d'Orsay) à Gare des Invalides. Em 1964, houve um projeto e criação do RER, e dentre esse plano deveria se interligar essas duas estações. Com o RER criado, foi construída a interligação, inaugurada em 1979. A linha uniu a Linha des Invalides e os trens urbanos que partiam da Gare d'Austerlitz. De 1983, e até 1988, uma nova ramificação é iniciada: esta é a "Vallée de Montmorency - Invalides" (VMI). Em 3 de dezembro de 2000, a estação Bibliothèque François-Mitterrand foi aberta ao público, projetada para formar um pólo de correspondência com a linha 14 do metrô, inaugurada dois anos antes. Esta estação também serve o novo bairro de Paris Rive Gauche, localizado entre o Sena e os trilhos da Gare d'Austerlitz, onde fica a Biblioteca Nacional da França. Em 2000, a linha se estendeu a Pontoise, e em 2006, o ramo de Argenteuil foi abandonado e passado para o Transilien, o sistema de trem urbano operado pela SNCF.

## Percurso
A linha vai de Pontoise (C1), Versailles-Château (C5) e Saint-Quentin-en-Yvelines (C7) a Massy - Palaiseau (C2), Dourdan-la-Forêt (C4), Saint-Martin d'Étampes (C6) e Versailles-Chantiers (C8).
A linha passa por Versalhes, Torre Eiffel, Invalides, Gare d'Austerlitz, Bibliothèque François Mitterrand, Orly, Massy e Saint-Quentin-en-Yvelines.

## Estações
- Pontoise
- Saint-Ouen-l'Aumône
- Saint-Ouen-l'Aumône-Liesse
- Pierrelaye
- Montigny - Beauchamp

Plano da linha.

- Franconville - Le Plessis-Bouchard
- Cernay
- Ermont - Eaubonne
- Saint-Gratien
- Épinay-sur-Seine
- Gennevilliers
- Les Grésillons
- Saint-Ouen
- Porte de Clichy
- Pereire - Levallois
- Neuilly - Porte Maillot
- Avenue Foch
- Avenue Henri-Martin
- Boulainvilliers
- Avenue du Président-Kennedy
- Saint-Quentin-en-Yvelines
- Saint-Cyr
- Versailles-Chantiers
- Versailles-Château-Rive-Gauche
- Porchefontaine
- Viroflay-Rive-Gauche
- Chaville - Vélizy
- Meudon-Val-Fleury
- Issy
- Issy - Val de Seine
- Pont du Garigliano
- Javel
- Champ de Mars - Tour Eiffel
- Pont de l'Alma
- Invalides
- Musée d'Orsay
- Saint-Michel - Notre-Dame
- Paris-Austerlitz
- Bibliothèque François-Mitterrand
- Ivry-sur-Seine
- Vitry-sur-Seine
- Les Ardoines
- Petit Jouy - Les Loges
- Jouy-en-Josas
- Vauboyen
- Bièvres
- Igny
- Massy - Palaiseau
- Massy-Verrières
- Chemin d'Antony
- Rungis - La Fraternelle
- Pont de Rungis - Aéroport d'Orly
- Orly-Ville
- Les Saules
- Choisy-le-Roi
- Villeneuve-le-Roi
- Ablon
- Athis-Mons
- Juvisy
- Longjumeau
- Chilly-Mazarin
- Gravigny-Balizy
- Petit Vaux
- Savigny-sur-Orge
- Épinay-sur-Orge
- Sainte-Geneviève-des-Bois
- Saint-Michel-sur-Orge
- Brétigny
- La Norville - Saint-Germain-lès-Arpajon
- Arpajon
- Égly
- Breuillet - Bruyères-le-Châtel
- Breuillet - Village
- Saint-Chéron
- Sermaise
- Dourdan
- Dourdan - La Forêt
- Marolles-en-Hurepoix
- Bouray
- Lardy
- Chamarande
- Étréchy
- Étampes
- Saint-Martin-d'Étampes